# 12042 Laques
12042 Laques (1997 FC) là một tiểu hành tinh vành đai chính được phát hiện ngày 17 tháng 3 năm 1997 bởi C. Buil ở Ramonville St Agne.